# Patrick Bonnet
Pour les articles homonymes, voir Bonnet.
Patrick Bonnet est un coureur cycliste professionnel français, né le 9 septembre 1957 à Montpellier.

## Biographie
Professionnel de 1979 à 1986, il fut l'un des coéquipiers de Joaquim Agostinho et de Bernard Hinault. Il a notamment remporté en 1980, le Tour de l'Oise, actuel Tour de Picardie.
En 1982, il a endossé, pour une journée, le maillot rose de leader du Tour d'Italie à l'issue de la 1re étape.

## Palmarès

### Palmarès amateur
- Amateur
  - 1972-1978 : 65 victoires

- 1978
  - 4e étape du Circuit de Saône-et-Loire
  - 3e étape du Grand Prix des Cévennes
  - Grand Prix d'Espéraza

### Palmarès professionnel
- 1979
  - Prologue du Tour de Corse
  - 4e du Grand Prix du Midi libre

- 1980
  - Grand Prix de Peymeinade
  - Tour de l'Oise :
    - Classement général
    - Prologue

  - 4e étape du Tour du Limousin
  - 2e du Tour du Tarn

- 1981
  - 1re et 3ea étape du Tour d'Armor
  - 5e et 6e étapes du Tour de l'Avenir
  - 2e du Tour de l'Oise
  - 6e de Paris-Bruxelles
  - 6e de Blois-Chaville

- 1982
  - 1re étape du Tour d'Italie (contre-la-montre par équipes)
  - 2e du Tour de l'Aude
  - 3e de l'Étoile de Bessèges

- 1983
  - Prologue du Tour du Vaucluse
  - 3e du Grand Prix du Midi libre

- 1984
  - Prologue du Grand Prix du Midi libre
  - 2e du Grand Prix de Plumelec
  - 7e du Grand Prix du Midi libre

## Résultats sur les grands tours

### Tour de France
5 participations
- 1979 : 62e
- 1980 : 34e
- 1982 : 41e
- 1983 : 38e
- 1984 : 85e

### Tour d'Italie
2 participations
- 1982 : 55e, vainqueur de la 1re étape (contre-la-montre par équipes),  maillot rose pendant un jour
- 1983 : 35e